# Theodore Lyman
Theodore Lyman (Boston, 23 novembre 1874 – Cambridge, 11 ottobre 1954) è stato un fisico statunitense.

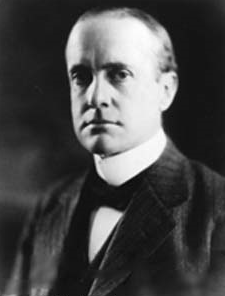

Si laureò alla Harvard nel 1897, ottenendo un Philosophy Degree nel 1900. Divenne poi assistente in fisica nella stessa università e professore di ruolo nel 1917.
Fece importanti studi sul reticolo di diffrazione della luce. Mentre studiava lo spettro ultravioletto emesso da molecole di idrogeno attraversate da una corrente elettrica, scoprì nel 1906 la prima riga di quella che sarà poi chiamata in suo onore serie di Lyman.
Durante la prima guerra mondiale partecipò al corpo di spedizione americano in Europa col grado di maggiore del genio.
Nel 1918 gli venne assegnato il Premio Rumford per i suoi contributi scientifici.
Nel 1921-22 fu presidente della "American Physical Society".